# Буэна-Виста (залив)
Буэна-Виста (исп. Bahia de Buena Vista) — залив на северном побережье Кубы. Омывает берега провинций Санкти-Спиритус, Вилья-Клара, Сьего-де-Авила. Средняя глубина вод залива 2-3 метра. Средняя солёность воды — 39,8 практических единиц солёности. Среднемесячная температура воды изменяется в пределах от 24,2 до 31,6 °C в зависимости от времени года.
С севера залив отделяется от Атлантического океана полосой коралловых рифов и островков, называемой архипелагом Сабана-Камагуэй, в открытое Карибское море есть проход через канал Николая — на северо-восток и Старо-Багамский канал — на северо-запад.
Залив входит в Кагуанский национальный парк. В Буэна-Висту впадает река Гуани.
Скорость течения воды в заливе не превосходит 0,1 м/с.
Концентрация фитопланктона в водах залива — 675,40±15,56 тысяч клеток в мл.